# Lana di alpaca

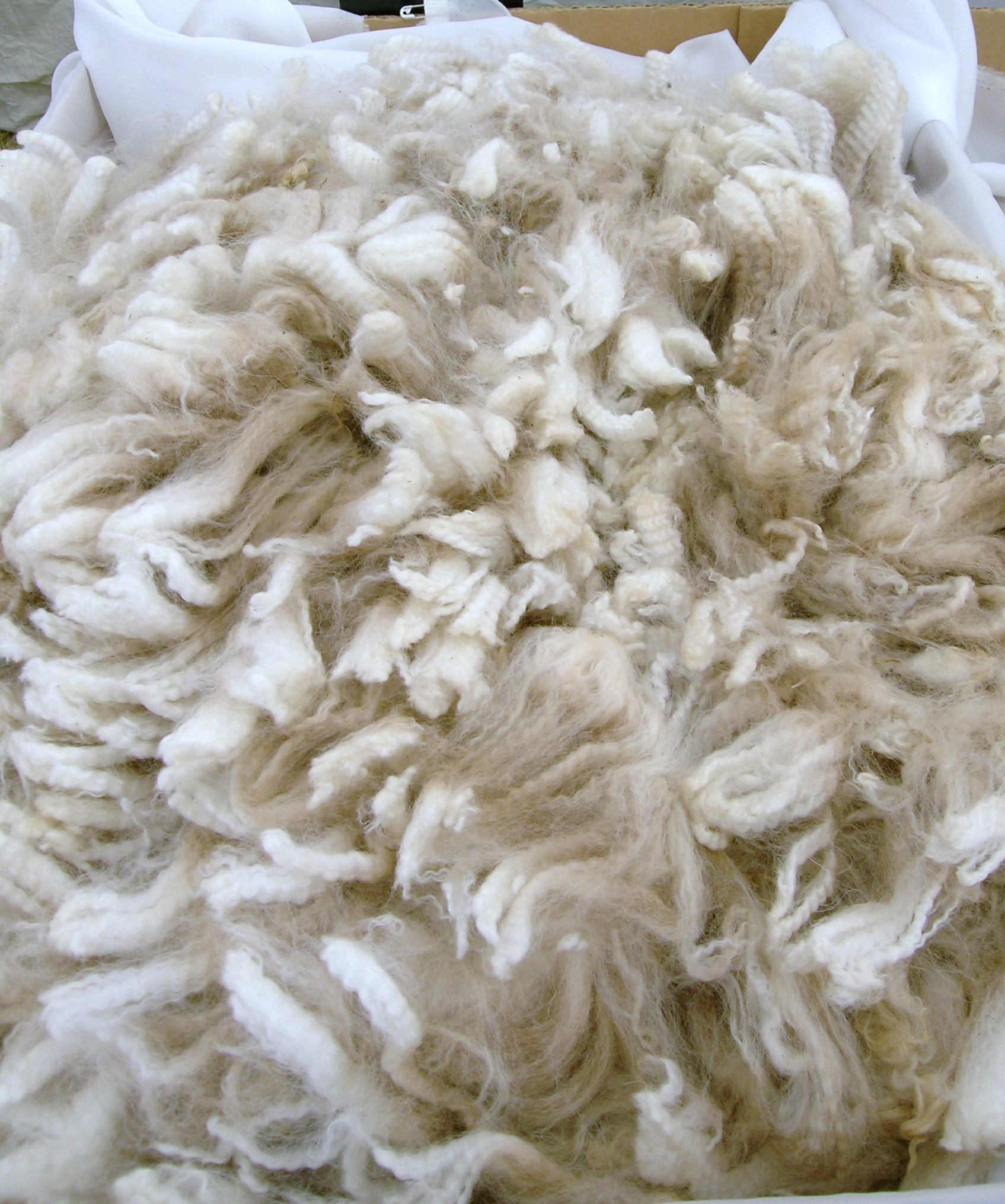
Fibra di alpaca grezza

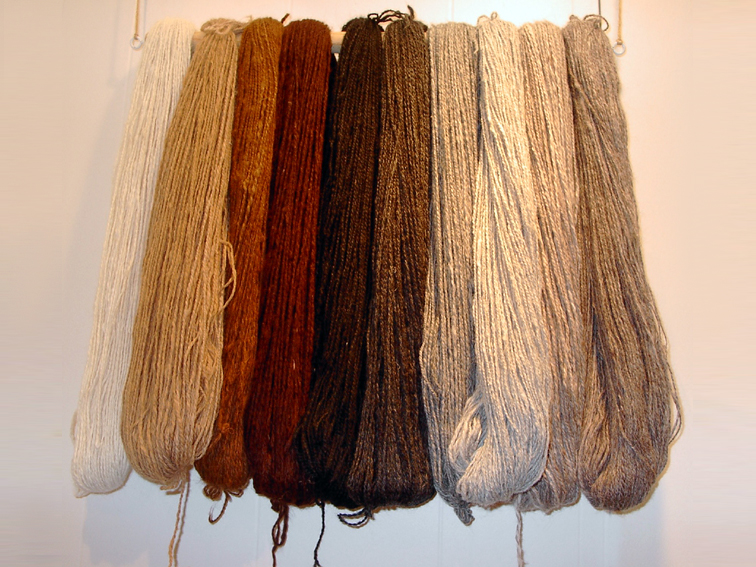
Filati di fibra d’alpaca

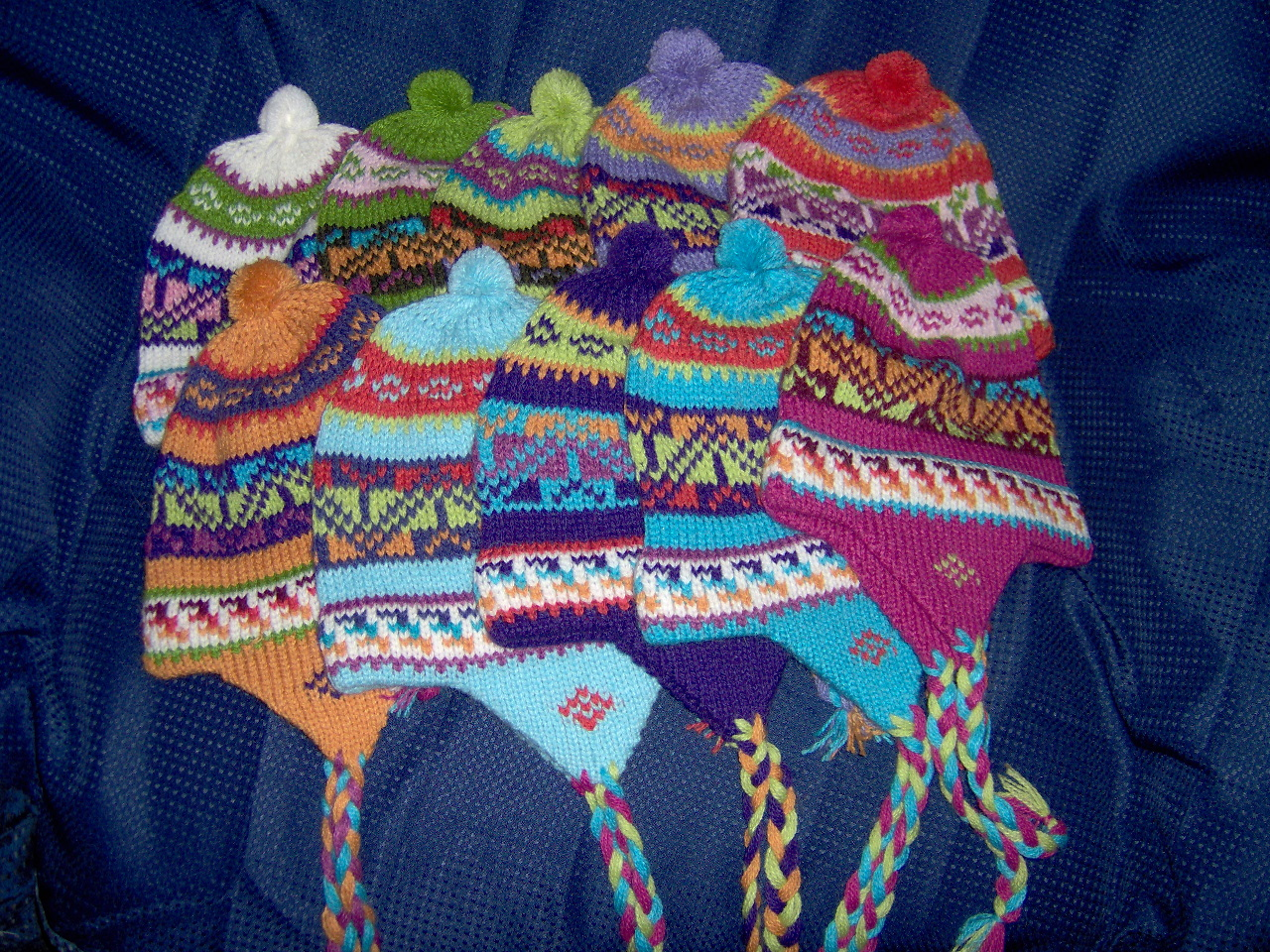
Chullo in fibra di alpaca

Gli alpaca vengono tosati una volta all'anno, in primavera. Un'alpaca femmina produce circa 2,5 kg di fibra, mentre un alpaca maschio può arrivare a produrne anche 4 kg all'anno. Il pelo di alpaca contiene cheratina che viene usata per l’industria cosmetica.
Negli ultimi anni l'allevamento degli alpaca si è diffuso anche in molti Paesi d'Europa, perché è un animale che si adatta bene a climi diversi.

## Storia
Gli amerindi del Perù hanno utilizzato questa fibra nella produzione di molti tessuti per migliaia di anni prima della sua introduzione in Europa come prodotto commerciale. L'alpaca era un animale prezioso della vita sulle Ande, poiché forniva una morbida fibra per confezionare indumenti, e piccole quantità di latte e di carne; perfino gli escrementi sono tuttora usati sia per concimare il terreno che come combustibile per riscaldare.
La cultura Inca sacrificava alpaca, lama e altri camelidi nel corso di rituali specifici. I metodi per uccidere le bestie variavano in base al dio che riceveva il sacrificio, alla festa durante la quale si svolgeva e persino al colore della pelliccia dell'animale. Un metodo prevedeva di aprire il lato sinistro dell'animale e di raggiungere l'interno della cavità toracica per rimuovere il cuore.
Le prime importazioni di fibra di alpaca furono in Spagna. Da qui la fibra si è diffusa in Germania e Francia. Apparentemente, il filato di alpaca è stato ottenuto in Inghilterra per la prima volta intorno all'anno 1808, ma la fibra è stata definita come materiale non lavorabile. Nel 1830, Benjamin Outram, di Greetland, vicino a Halifax, tentò nuovamente ad utilizzare la fibra di alpaca per la produzione di capi di abbigliamento, ma ancora una volta fallì. Questi due tentativi fallirono a causa dello stile del tessuto in cui era tessuto il filo. Con l'introduzione degli orditi di cotone nel commercio di Bradford intorno al 1836, le qualità dell'alpaca potevano essere valutate mentre veniva sviluppato in tessuto. Non si sa da dove provenissero l'ordito di cotone e la tela di trama in mohair o alpaca, ma fu questa struttura semplice e ingegnosa che permise a Titus Salt, giovane produttore di Bradford, di utilizzare con successo l'alpaca e dopo mesi di lavoro, fu in grado di produrre il primo vero abito in lana di alpaca presentato alla regina Vittoria. Bradford è ancora il grande centro di filatura e produzione di alpaca. Grandi quantità di filati e tessuti vengono esportati ogni anno nel continente europeo e negli Stati Uniti, anche se le quantità variano a seconda delle mode. Il tipico "tessuto di alpaca" è un tessuto per abiti molto caratteristico.

## Tipi
Esistono due tipi di alpaca: Huacaya (che produce una fibra simile a quella della pecora, arricciata e densa, ma molto più morbida) e Suri (con lunghe ciocche setose e non arruffate). Il pelo di alpaca è povero di lanolina ed è cavo. Si stima che i Suri, i più apprezzati per la fibra, costituiscano il 19-20% della popolazione di alpaca nordamericana. Dalla sua importazione negli Stati Uniti, il numero di alpaca Suri è cresciuto notevolmente, aumentando la varietà di colori. Si pensa che il Suri sia più raro, molto probabilmente perché nel periodo incaico la razza era riservata ai reali. Si dice spesso che i Suri siano meno resistenti al freddo degli Huacaya, ma entrambe le razze vengono allevate con successo nei climi più estremi. Sono stati sviluppati in Sud America.

## Qualità
La fibra di alpaca di buona qualità ha un diametro di circa 18-25 µm.  Mentre gli allevatori riferiscono che la fibra può essere venduta da $ 2 a $ 4 per chilo, il prezzo all'ingrosso mondiale per le "cime" di alpaca lavorate e filate è solo tra circa $ 10 e $ 24 / kg (in base alla qualità), ovvero tra $ 0,28 e $ 0,68 per chilo. I velli più fini, quelli con un diametro più piccolo, sono preferiti e quindi sono più costosi. Man mano che un alpaca invecchia, il diametro delle fibre diventa più spesso, tra 1 µm e 5 µm all'anno. Questo a volte è causato dalla sovralimentazione; poiché i nutrienti in eccesso vengono convertiti in fibre (più spesse) anziché in grasso.
Gli allevatori di alpaca d'élite negli Stati Uniti stanno tentando di allevare animali con un vello che non si degrada in qualità con l'avanzare dell'età. Cercano una finezza persistente (diametri delle fibre inferiori a 20 µm) per gli animali che invecchiano. Si ritiene che questa finezza persistente sia ereditabile e quindi possa essere migliorata nel tempo.
Come per tutti gli animali che producono fibra tessile, la qualità varia da animale ad animale e alcuni alpaca non sono buoni produttori. I due fattori più importanti nel determinare il valore di un alpaca sono la fibra e la conformazione.

## Caratteristiche
La lana di alpaca è anallergica, calda, non pizzica ed è amata per la sua lucentezza, che per gli Incas era considerata sacra; infatti, poteva indossarla solo l'imperatore. La lana dell'animale può assumere ben 22 colorazioni naturali diverse, molte in meno del lama. È considerata da alcuni anche superiore al cashmere.

## Fibra di baby alpaca
La lana del tui, il cucciolo tra lo svezzamento e il primo anno di vita, è quella più pregiata per la brillantezza e per la leggerezza. La sensazione è paragonabile ad un cashmere di fascia alta.